# علی‌اکبر برهان
علی اکبر برهان (زادهٔ ۱۳۲۴ قمری در تهران – درگذشتهٔ ۱۳۳۹ شمسی (ذی الحجه ۱۳۷۸ قمری) در مکه) از فقها، مجتهدین و استاد حوزه علمیه تهران و موسس مدرسه علمیه در مسجد لرزاده و مروجین شیعه ایرانی بود.
او موسس مسجد لرزاده، مدرسه ی لرزاده و دبستان برهان مجرد به نیت فرزند شهیدش افتتاح کرده است

## ولادت
وی در سال ۱۳۲۴قمری در تهران متولد شد. پدرش میرزا علی از کسبه‌های معروف و متدین و مؤمن تهران بود.

## دوران تحصیل
وی مقدمات و قسمتی از سطوح اولیه را نزد سید محمد قصیر و  علی رشتی و استرآبادی خواند و بعد راهی نجف شد. وی مدت ۳ سال در نجف بود و سپس به تهران و بعد به قم آمد و در قم کفایه و مکاسب را نزد عبدالکریم حائری یزدی خواند و مجدداً به نجف  برگشت.
وی در نجف نزد سید ابوالقاسم خویی و مرحوم  بزرگ اصفهانی به تحصیل پرداخت و بعد از ۳ سال یعنی در ۱۳۵۸ هجری به تهران مراجعت و به تبلیغ و خدمات دینی پرداخت.
وی در عرفان تحت تأثیر سید علی قاضی در نجف بود.
وی با داشتن وکالت مطلقه از سید ابوالحسن اصفهانی و  سیدمحمد حجت کوه کمری خدمات بسیاری نمود و  مورد وثوق و اطمینان مراجع تقلید بود. وی همچنین از اصفهانی و حاج شیخ محمد کاظم شیرازی و سید محمد شاهرودی اجازه اجتهاد و روایت داشت.

## بازگشت به تهران
وی در سال ۱۳۲۰ شمسی با این نیت که تأسیس مدرسه و تربیت طلاب برای ایران ضروری است عازم تهران شد و مدرسه لرزاده در خیابان خراسان را که در آن زمان نقطه‌ای پرت و دورافتاده و محصور در بیابان بود، را تأسیس کرد.

## روحیات
حاج شیخ حسین انصاریان  می‌گوید:
ایشان یک حیاط ۵۰ متری با اتاقی ۳۰ متری بَرِ خیابان لرزاده و کنار خانه‌اش ساخته بود که درآن به روی همه باز بود. تابستان ها افرادی از طلاب و کسبه نجف به مسجد لرزاده می‌آمدند و در آن خانه اقامت می‌کردند. مرحوم برهان، صبحانه و ناهار و شام آنها را می‌داد و هیچ گاه نمی‌پرسید که چند روز می‌خواهند بمانند.
در مسجد، سه نوبت، نماز جماعت برپا بود. از هر صنف، بزّاز، بقّال، بنّا، دکتر، مهندس و... برای نماز می‌آمدند. ایشان به همه سپرده بود که هر کاری دارید به یکدیگر مراجعه کنید؛ حتی برای ازدواج نیز تأکید داشتند که آنها از بین خود عروس و داماد پیدا کنند.
عده‌ای از پزشکانِ مرید حاج آقا پیشنهاد کرده بودند که اگر بیمار فقیری هست نزد ما بفرستید تا به رایگان او رادرمان کنیم و در تهیه دارو به او کمک کرده و در صورت لزوم بستری اش نماییم. در اداره‌ها نیز حاج آقا مریدان زیادی داشت. هر کس کارش به بن بست می‌رسید، نامه‌ای از ایشان می‌گرفت و مشکل خود را حل می‌کرد.

اگر کتاب تازه‌ای چاپ می‌شد، به مؤلف آن می‌گفت که کتابهایت را به مسجد بیاور تا سفارش کنیم مردم بخرند. یکی از کسانی که کتابهایش را برای فروش به آنجا آورده بود، مرحوم فیض الاسلام بود که کتاب نهج البلاغه اش را که در شش جلد بود به آنجا آورد و جلدی پنج تومان فروخت. پدر من هم یک دوره از آن خرید. مسجد لرزاده تقریباً شهر کوچکی بود که افراد مختلف از هر صنفی در آن حضور می‌یافتند.

## اقدامات
وی از جمله روحانیونی بود با تأسیس مدارس کلاسیک، در صدد مقابله با اهداف حکومت پهلوی در امر آموزش و پرورش پرداخت. مدرسه علمیه لرزاده در تهران و دبستان و دبیرستان پسرانه و دخترانه برهان و مدرسه علمیه برهانیه شهر ری، جنب صحن و مسجد عتیق و جامع ری از جمله مدارس وی هستند.
وی همچنین کودکستان دخترانه و پسرانه‌ای داشت که خود، آنها را سرپرستی می‌کرد و به آموزش و پرورش کودکان اشتغال داشت.
حسین انصاریان  می‌گوید:
 «جوّ مدرسه مرحوم برهان و روحیه معلّمان آن مدرسه، به گونه‌ای دیگر بود؛ یعنی پرورش فرهنگ اسلامی در روح و جان بچه‌ها و دور نگه داشتن از فرهنگ غرب، محور اصلی کار بود و مخالفت و مقابله با تبلیغات و جلوه‌های طاغوتی حکومت شاهنشاهی نیز روی دیگر سکه بود.

معلمها به روشهایی که ما بتوانیم درک کنیم در سخنان خود، یا با نقل داستان، این مقاصد را اعمال می‌کردند. در آن زمان، جشنهای طاغوتی برگزار می‌شد که دانش آموزان باید در آن شرکت می‌کردند؛ امّا مسئولان مدرسه ما تلاش فراوان می کردند و بچه‌های مدرسه را به آن جشنها نمی‌بردند. مرحوم برهان نیز دافعه عجیبی نسبت به فرهنگ غرب و حکومت شاهنشاهی داشت.

## شاگردان
- محمدرضا مهدوی کنی
- عباسعلی عمید زنجانی
- احمد مجتهدی تهرانی
- حسین انصاریان

## آثار علمی
- رساله در عدالت
- تفسیر سوره یوسف
- بشائر النبویه
- رساله در حدیث ایام
- ربیع الاثار
- تعلیقه ناتمام بر مکاسب[۷]

## درگذشت
وی در سال ۱۳۳۹ شمسی راهی سفر حج شد و در همانجا درگذشت. جنازه وی در نیمه ذی الحجه ۱۳۷۸ قمری  پس از انجام نماز توسط  شیخ حسین لنکرانی، در کنار قبر حوا به خاک سپرده شد.

## کتاب‌های شرح حال
از کتاب‌های نوشته شده دربارهٔ مرحوم برهان به دو اثر ذیل می‌توان اشاره نمود:
- برهان ما از شریف رازی
- عالم ربانی از حمید سبحانی صدر